# Список серій мультсеріалу «Черепашки Ніндзя» (2003)

Логотип мультсеріалу

Черепашки Ніндзя — американський мультсеріал про команду з чотирьох черепах-мутантів. Дії серіалу відбуваються переважно у місті Нью-Йорк. Вперше вийшов на екрани 8 лютого 2003 року і транслювався до 28 лютого 2009 року.
Тут представлено список епізодів цього мультсеріалу.

## Сезони
| Номер | Кількість Серій | Початок   | Кінець    |
| 1     | 26              | 08.02.03. | 05.11.03. |
| 2     | 26              | 08.11.03. | 02.10.04. |
| 3     | 26              | 09.10.04. | 23.04.05. |
| 4     | 26              | 10.09.05. | 15.04.06. |
| 5     | 13              | 16.02.08. | 03.05.08. |
| 6     | 26              | 29.07.06. | 27.10.07. |
| 7     | 14              | 13.09.08. | 27.03.10. |

## Серії

### Сезон 1
| Номер | Назва                                    | Переклад                                          | Дата виходу | Режисер    | Сценарист      |
| 1 | "Things Change"                          | "Речі Змінюються"                                 | 08.02.03.   | Чак Петтон | Майкл Раян     |
| На домівку черепах та Сплінтера нападають дивні маленькі роботи, які, попри свій розмір, руйнують її і тепер героям прийдеться вийти на верх, де їх чекає багато небезпек.                                                                                              |                                          |                                                   |             |            |                |
| 2 | "A Better Mousetrap"                     | "Найкраща Мишоловка"                              | 15.02.03.   | Чак Петтон | Марті Ізенберг |
| Доктор Бакстер Стокман проводить рекламу своїх роботів-мишоловів, але його асистентка Ейпріл О'Ніл дізнається справжнє призначення роботів, після чого Стокман натравлює мишоловів на дівчину.                                                                          |                                          |                                                   |             |            |                |
| 3 | "Attack of the Mousers"                  | "Атака Маусерів"                                  | 22.02.03.   | Чак Петтон | Ерік Люк       |
| Врятована Ейпріл дізнається історію черепах і погоджується допомогти їм знайти склад з маусерами. Тим часом Стокману грозить покарання, якщо він не виконає свою роботу вчасно.                                                                                         |                                          |                                                   |             |            |                |
| 4 | "Meet Casey Jones"                       | "Зустріч з Кейсі Джонсом"                         | 01.03.03.   | Чак Петтон | Майкл Раян     |
| Черепахи зустрічаються з месником в масці на ім'я Кейсі Джонс. Батька Кейсі спалили банда Пурпурових Драконів і тепер він вирішив помститися їм. |                                          |                                                   |             |            |                |
| 5 | "Nano"                                   | "Нано"                                            | 08.03.03.   | Чак Петтон | Ерік Люк       |
| З однієї наукової лабораторії вириваються нано-боти з розумом трьохрічної дитини і намагаються знайти собі батьків. Боти бачать своїм батьком одного шахрая, який вирішує скористатися цим.                                                                             |                                          |                                                   |             |            |                |
| 6 | "Darkness on the Edge of Town"           | "Темрява на Краю Міста"                           | 15.03.03.   | Чак Петтон | Марті Ізенберг |
| Ніндзя Шреддера викрадають могутній Меч Тенгу, задля незрозумілої цілі. Черепахи мусять їх зупинити, доки ті не зробили чогось жахливого. |                                          |                                                   |             |            |                |
| 7 | "The Way of Invisibility"                | "Шлях Невидимості"                                | 22.03.03.   | Чак Петтон | Марті Ізенберг |
| Під час нічної прогулянки по дахам, на Кейсі та Рафаеля нападають невидимі роботи-ніндзя Бакстера Стокмана і беруть Рафа в полон. Останньому вдається втекти, але він і не здогадується, що за ним хвіст.                                                               |                                          |                                                   |             |            |                |
| 8 | "Fallen Angel"                           | "Павший Ангел"                                    | 29.03.03.   | Чак Петтон | Марті Ізенберг |
| Знайома Кейсі Джонса на ім'я Енджел вирішує приєднатися до Пурпурових Драконів. Джонс намагається зупинити її, але потрапляє в руки Хану і тепер Енджел та черепахам треба його рятувати.                                                                               |                                          |                                                   |             |            |                |
| 9 | "Garbageman"                             | "Сміттяр"                                         | 05.04.03.   | Чак Петтон | Ерік Люк       |
| Черепахи дізнаються, що на вулицях почали зникати безхатьки, яких викрадає невідомий на прізвисько "Сміттяр". Прослідувавши за ним, вони знаходять цілий острів безхатьків, яких "Сміттяр" зробив рабами.                                                               |                                          |                                                   |             |            |                |
| 10 | "The Shredder Strikes, Part One"         | "Шреддер Завдає Удару, Частина Перша"             | 12.04.03    | Чак Петтон | Майкл Раян     |
| Шреддер пропонує Леонардо приєднатися до нього. Дізнавшись про таку звістку, Сплінтер розповідає черепахам про жорстокість та підступність Шреддера. Отримавши відмову, останній починає полювання на черепах.                                                          |                                          |                                                   |             |            |                |
| 11 | "The Shredder Strikes, Part Two"         | "Шреддер Завдає Удару, Частина Друга"             | 19.04.03.   | Чак Петтон | Майкл Раян     |
| Шреддер та його армія розбиває черепах в щент. Тепер, розбиті та зламані, вони переховуються по всьому місту. |                                          |                                                   |             |            |                |
| 12 | "The Unconvincing Turtle Titan"          | "Непереконливий Черепаха Титан"                   | 03.05.03.   | Чак Петтон | Марті Ізенберг |
| Начитавшись коміксів, Мікеланджело вирішує стати героєм на ім'я Черепаха Титан. Несподівано для себе, він стає учасником сутички між героєм Срібним Сторожом та його ворогом Доктором Малігнусом.                                                                       |                                          |                                                   |             |            |                |
| 13 | "Notes from the Underground, Part One"   | "Записки з Підземелля, Частина Перша"             | 10.05.03.   | Чак Петтон | Ерік Люк       |
| Датчики Донателло помічають якийсь рух в каналізації. Аби дізнатися, що це було, черепахи відправляються в підземелля. Там вони знаходять лабораторію Шреддера, в якій колись проводили експерименти на людях.                                                          |                                          |                                                   |             |            |                |
| 14 | "Notes from the Underground, Part Two"   | "Записки з Підземелля, Частина Друга"             | 17.05.03.   | Чак Петтон | Ерік Люк       |
| Черепахи зустрічають в підземеллі монстрів, які колись були людьми. Чудовиська пояснюють їм, що були створені для пошуків чогось невідомого в цих підземеллях. |                                          |                                                   |             |            |                |
| 15 | "Notes from the Underground, Part Three" | "Записки з Підземелля, Частина Третя"             | 24.05.03.   | Чак Петтон | Ерік Люк       |
| Монстри та черепахи атаковані з боку невідомої фігури. Спершу вони думають, що цей незнайомець добрий до них, але потім дізнаються про його плани залишити їх з монстрами під землею.                                                                                   |                                          |                                                   |             |            |                |
| 16 | "The King"                               | "Король Коміксів"                                 | 31.05.03.   | Чак Петтон | Майкл Раян     |
| Через те, що каналізацію прочісують ніндзя Клану Ноги, черепахам доводиться переселитися до Ейпріл. Майкі зустрічає в її будинку ще одного жильця - Джека, чиї малюнки здатні оживати. Ця серія присвячена Джеку Кірбі.                                                 |                                          |                                                   |             |            |                |
| 17 | "The Shredder Strikes Back, Part One"    | "Шреддер Завдає Удару у Відповідь, Частина Перша" | 07.06.03.   | Чак Петтон | Ерік Люк       |
| Леонардо відправився на ранкове тренування, але ніяк не повернется і Сплінтер з іншими починають нервувати. А все тому, що Лео зустрівся з армією ніндзя і самим Шреддером, який вважався мертвим.                                                                      |                                          |                                                   |             |            |                |
| 18 | "The Shredder Strikes Back, Part Two"    | "Шреддер Завдає Удару у Відповідь, Частина Друга" | 14.06.03.   | Чак Петтон | Ерік Люк       |
| Шреддер атакує дім Ейпріл разом зі своєю армією ніндзя і там починається справжня війна. Зрештою Ороку Сакі перемагає і спалює будівлю до тла. |                                          |                                                   |             |            |                |
| 19 | "Tales of Leo"                           | "Розповіді про Лео"                               | 13.09.03.   | Чак Петтон | Марті Ізенберг |
| Черепахам вдається втекти з дому Ейпріл і вони відправляються в дім покійної бабці Кейсі Джонса. |                                          |                                                   |             |            |                |
| 20 | "The Monster Hunter"                     | "Мисливець на Монстрів"                           | 20.09.03.   | Чак Петтон | Майкл Раян     |
| В ліс, де зараз перебувають черепахи, прибуває мисливець на монстрів, котра шукає зеленого монстра, що начебто живе тут. Героям треба захистити і себе, і загадкового звіра.                                                                                            |                                          |                                                   |             |            |                |
| 21 | "Return to New York, Part One"           | "Повернення до Нью-Йорку, Частина Перша"          | 27.09.03.   | Чак Петтон | Марті Ізенберг |
| Черепахи повертаються до міста і готуються завдати Шреддеру нищівного удару. Завдяки Донателло вони захоплюють будівлю Футів і легко в неї проникають. Але їх там очікують сотні ніндзя і роботів.                                                                      |                                          |                                                   |             |            |                |
| 22 | "Return to New York, Part Two"           | "Повернення до Нью-Йорку, Частина Друга"          | 04.10.03.   | Чак Петтон | Марті Ізенберг |
| Після битви з велетенською армією ніндзя і клонами Шреддера, черепахи добираються до Ніндзя-Містиків, що вміють керувати стехіями, але завдяки мечові Тенгу вони перемагають. Тепер їх чекає головна битва.                                                             |                                          |                                                   |             |            |                |
| 23 | "Return to New York, Part Three"         | "Повернення до Нью-Йорку, Частина Третя"          | 11.10.03.   | Чак Петтон | Марті Ізенберг |
| Черепахи добираються до Шреддера, як і Бакстер Стокман, котрий зробив собі велетенське механічне тіло. Черепахи та Ороку Сакі об'єднуються задля перемоги над Стокманом але не на довго.                                                                                |                                          |                                                   |             |            |                |
| 24 | "Lone Raph and Cub"                      | "Самотній Раф та Щеня"                            | 18.10.03.   | Чак Петтон | Ерік Люк       |
| Засмучений та розлючений через зникнення Сплінтера, Раф прогулюється по дахам і зустрічає хлопчика, чию матір взяв у полон один мафіозі. Раф вирішує допомогти малюку.                                                                                                  |                                          |                                                   |             |            |                |
| 25 | "The Search for Splinter, Part One"      | "Пошуки Сплінтера, Частина Перша"                 | 25.10.03.   | Чак Петтон | Ґреґ Джонсон   |
| Черепахи гадають, що в зникненні сплінтера замішані вартові і тому заманюють одного з них в лігво Шреддера, де чіпляють на нього маячок. Слідуючи за ним вони виходять на будівлю T.C.R.I. (І.Д.К.Т. - Інститут Досліджень Космічних Технологій) і все стає ще дивніше. |                                          |                                                   |             |            |                |
| 26 | "The Search for Splinter, Part Two"      | "Пошуки Сплінтера, Частина Друга"                 | 05.11.03.   | Чак Петтон | Ґреґ Джонсон   |
| Черепахи проникають в будівлю разом з Кейсі та Ейпріл. Там герої розуміють, що в ній живуть інопланетяни. Вважаючи, що прибульці хочуть вбити Сплінтера і їх також, вони влаштовують там битву.                                                                         |                                          |                                                   |             |            |                |

### Сезон 2
| Номер | Назва                                                      | Переклад                                                      | Дата виходу | Режисер    | Сценарист       |
| 1 | "Turtles in Space, Part One: The Fugitoid"                 | "Черепахи в Космосі, Частина Перша: Фугітоїд"                 | 08.11.03.   | Чак Петтон | Майкл Раян      |
| Після випадкового переміщення з бази утромів, черепахи опиняються в космосі, де одразу зустрічають нового союзника і тих, хто на нього полює.                                           |                                                            |                                                               |             |            |                 |
| 2 | "Turtles in Space, Part Two: The Trouble with Triceratons" | "Черепахи в Космосі, Частина Друга: Проблема з Трицератонами" | 15.11.03.   | Чак Петтон | Ерік Люк        |
| Черепахам і професору Ханікату вдається втекти від федератів. Та вже скоро вони опиняються в центрі подій у перестрілці між федератами й трицератонами.                                 |                                                            |                                                               |             |            |                 |
| 3 | "Turtles in Space, Part Three: The Big House"              | "Черепахи в Космосі, Частина Третя: Великий Дім"              | 22.11.03.   | Чак Петтон | Марті Ізенберг  |
| Трицератони намагаються змусити Ханіката збудувати їм телепорт, погрожуючи смертю черепах. Самі ж черепахи щойно попали до інопланетної в'язниці і намагаються втекти.                  |                                                            |                                                               |             |            |                 |
| 4 | "Turtles in Space, Part Four: The Arena"                   | "Черепахи в Космосі, Частина Четверта: Арена"                 | 29.11.03.   | Чак Петтон | Майкл Раян      |
| За непослух черепах відправляють на арену гладіаторів. Героям доводиться швидко вигадувати план, аби і самим не вмерти і професора врятувати.                                           |                                                            |                                                               |             |            |                 |
| 5 | "Turtles in Space, Part Five: Triceraton Wars"             | "Черепахи в Космосі, Частина П'ята: Трицератонські Війни"     | 06.12.03.   | Чак Петтон | Марті Ізенберг  |
| Взявши в полон імператора трицератонів, черепахам і Ханікату вдається втекти, але вони й не знають, що вже за рогом на них чекає ціла армія федератів                                   |                                                            |                                                               |             |            |                 |
| 6 | "Secret Origins, Part One"                                 | "Таємні Походження, Частина Перша"                            | 17.01.04.   | Чак Петтон | Ерік Люк        |
| Черепахи повертаються додому, де дізнаються, що утроми на їхньому боці. Прибульці вирішують помістити розум черепах у свої спогади, але щось іде не так і спогади оживають.             |                                                            |                                                               |             |            |                 |
| 7 | "Secret Origins, Part Two"                                 | "Таємні Походження, Частина Друга"                            | 24.01.04.   | Чак Петтон | Майкл Раян      |
| У віртуальному світі черепахам вдається більше дізнатися про Шреддера і Меч Тенгу і навіть побитися зі своїм ворогом. Їм вдається повернутися, але тут їх вже чекає справжній Шреддер.  |                                                            |                                                               |             |            |                 |
| 8 | "Secret Origins, Part Three"                               | "Таємні Походження, Частина Третя"                            | 31.01.04.   | Чак Петтон | Марті Ізенберг  |
| Утроми, атаковані з боку і воєнних і Шреддера, намагаються втекти на свою планету. Тим часом черепахи намагаються їх захистити і дізнаються несподівану новину про Шреддера.            |                                                            |                                                               |             |            |                 |
| 9 | "The Ultimate Ninja"                                       | "Супер Ніндзя"                                                | 07.02.04.   | Чак Петтон | Майкл Раян      |
| Невідомий ніндзя прибуває в цей світ, аби здолати Шреддера. Дізнавшись, що останній мертвий, він вирішує відігратися на Леонардо.                                                       |                                                            |                                                               |             |            |                 |
| 10 | "Reflections"                                              | "Роздуми"                                                     | 14.02.04.   | Чак Петтон | Роланд Ґонзален |
| Черепахи, Сплінтер, Ейпріл та Кейсі згадують свої провали і підйоми, пов'язані зі Шреддером. Врешті-решт вони сходяться на думці, що якби не Шреддер, вони б і не існували.             |                                                            |                                                               |             |            |                 |
| 11 | "The Return of Nano"                                       | "Повернення Нано"                                             | 21.02.04.   | Чак Петтон | Ерік Люк        |
| Ботам Нано вдається вижити і вони шукають собі сім'ю, викрадаючи знайомих людей. Тим часом Кейсі та Ейпріл ідуть на перше побачення.                                                    |                                                            |                                                               |             |            |                 |
| 12 | "What a Croc!"                                             | "Що за Крок?"                                                 | 28.02.04.   | Чак Петтон | Бен Таунсенд    |
| Мікеланджело обшукує води каналізації і зустрічає там велетенського крокодила. Черепахи разом спускаються вниз і дізнаються, що крокодил працює зі Стокманом.                           |                                                            |                                                               |             |            |                 |
| 13 | "Return to the Underground"                                | "Повернення під Землю"                                        | 06.03.04.   | Чак Петтон | Марті Ізенберг  |
| Доні вирішує відправитися в підзмелля, щоб врятувати своїх друзів. Але він і не очікував, що його друзі за чей час здичавіють і почнуть на нього полювання.                             |                                                            |                                                               |             |            |                 |
| 14 | "City at War, Part One"                                    | "Місто в Війні, Частина Перша"                                | 13.03.04.   | Чак Петтон | Ерік Люк        |
| Після смерті Шреддера банди і клан Фут починають ділити місто. Леонардо вирішує ввязатися в війну і підвергає себе та інших небезпеці                                                   |                                                            |                                                               |             |            |                 |
| 15 | "City at War, Part Two"                                    | "Місто в Війні, Частина Друга"                                | 20.03.04.   | Чак Петтон | Марті Ізенберг  |
| Пурпурові Дракони вмішуються в війну і атакують роботів Стокмана та Футів. Черепахам доводиться битися на три сторони. Рафа це дістає і він іде геть.                                   |                                                            |                                                               |             |            |                 |
| 16 | "City at War, Part Three"                                  | "Місто в Війні, Частира Третя"                                | 27.03.04.   | Чак Петтон | Бен Таунсенд    |
| Черепахи зустрічаються з дочкою Шреддера - Караі. Вона пропонує об'єднатися і разом зупинити війну, але щось іде не так і план Караі провалюється.                                      |                                                            |                                                               |             |            |                 |
| 17 | "Junklantis"                                               | "Брухтотида"                                                  | 03.04.04.   | Чак Петтон | Ерік Люк        |
| Донателло створює підводний човен і разом з Майкі вирішує випробувати його. Під час випробовування вони натикаються на дивну підводну базу і зустрічають старого знайомого.             |                                                            |                                                               |             |            |                 |
| 18 | "The Golden Puck"                                          | "Золота Шайба"                                                | 10.04.04.   | Чак Петтон | Майкл Раян      |
| Черепахи і Кейсі дивляться матч з хокею, як тут на стадіон вриваються бандити і викрадають Золоту Шайбу. Кейсі просить черепах допомогти повернути Шайбу і вони неохоче погоджуються.   |                                                            |                                                               |             |            |                 |
| 19 | "Rogue in the House, Part One"                             | "Злодій в Будинку, Частина Перша"                             | 17.04.04.   | Чак Петтон | Ерік Люк        |
| Черепахи зустрічають в каналізації трицератона Зога, який вважає їх своїми командуючими. Тим часом в гру повертається неочікувано оживший Шреддер.                                      |                                                            |                                                               |             |            |                 |
| 20 | "Rogue in the House, Part Two"                             | "Злодій в Будинку, Частина Друга"                             | 24.04.04.   | Чак Петтон | Бен Таунсенд    |
| Черепахи, Сплінтер і Зог відправляються на Корабель Фут, звідки до них приліз Робо-Сплінтер. Вони намагаються вивести судно в море і підірвати його.                                    |                                                            |                                                               |             |            |                 |
| 21 | "April's Artifact"                                         | "Артефакт Ейпріл"                                             | 01.05.04.   | Чак Петтон | Марті Ізенберг  |
| Під час прибирання в крамниці, Ейпріл знаходить таємничий артефакт свого дядька і він переносить її і черепах в інший світ, повний велетенських комах.                                  |                                                            |                                                               |             |            |                 |
| 22 | "Return of the Justice Force"                              | "Повернення Сил Справедливості"                               | 08.05.04.   | Чак Петтон | Марті Ізенберг  |
| Майкі не може знайти один особливий комікс і відправляється в крамницю. Там Мікеланджело дізнається, що супергерої існують, а також, що їх хтось викрадає.                              |                                                            |                                                               |             |            |                 |
| 23 | "The Big Brawl, Part One"                                  | "Велика Бійка, Частина Перша"                                 | 15.05.04.   | Чак Петтон | Майкл Раян      |
| Сплінтер відправляється з дому невідомо куди, а черепахи таємно слідкують за ним. Йдучи за майстром, його учні потрапляють в таємничий світ воїнів.                                     |                                                            |                                                               |             |            |                 |
| 24 | "The Big Brawl, Part Two"                                  | "Велика Бійка, Частина Друга"                                 | 18.09.04.   | Чак Петтон | Бен Таунсенд    |
| Черепахи вирішують взяти участь в Битві Нексус. Там вони зустрічають трицератона-бунтівника Драксімуса і кролика-самурая Усаґі. В той же час Супер Ніндзя збирається вбити Леонардо.    |                                                            |                                                               |             |            |                 |
| 25 | "The Big Brawl, Part Three"                                | "Велика Бійка, Частина Третя"                                 | 25.09.04.   | Чак Петтон | Марті Ізенберг  |
| Після отруєння Леонардо, Супер Ніндзя звинувачує Сплінтера у атаці на Дайміо. Майстер черепах дізнається, що разом з Ніндзя працює ворог Сплінтера - Драко.                             |                                                            |                                                               |             |            |                 |
| 26 | "The Big Brawl, Part Four"                                 | "Велика Бійка, Частина Четверта"                              | 02.10.04.   | Чак Петтон | Майкл Раян      |
| Доки Дайміо і Лео намагаються вбити якісь найманці, Драко і Супер Ніндзя б'ються за Воєнний Жезл. Під час бійки Жезл створює тріщину між світами, яка може знищити увесь мультивсесвіт. |                                                            |                                                               |             |            |                 |

### Сезон 3
| Номер | Назва                        | Переклад                             | Дата виходу | Режисер    | Сценарист      |
| 1 | "Space Invaders, Part One"   | "Космічні Загарбники, Частина Перша" | 09.10.04.   | Рой Бардін | Дін Стефан     |
| Землю атакували трицератони, вважаючи, що на ній ховається професор Ханікат. Черепахи намагаються зупинити погром і врятувати Кейсі та Ейпріл.                                                       |                              |                                      |             |            |                |
| 2 | "Space Invaders, Part Two"   | "Космічні Загарбники, Частина Друга" | 16.10.04.   | Рой Бардін | Ерік Люк       |
| Трицератони ловлять Донателло і намагаються змусити його говорити, де знаходиться Ханікат. Брати Доні викрадають корабель прибульців і летять рятувати брата.                                        |                              |                                      |             |            |                |
| 3 | "Space Invaders, Part Three" | "Космічні Загарбники, Частина Третя" | 23.10.04.   | Рой Бардін | Марті Ізенберг |
| Трицератони продовжують відривати від Землі шматки, а тим часом повстанці і черепахи намагаються їх зупинити і врятувати Дона.                                                                       |                              |                                      |             |            |                |
| 4 | "Worlds Collide, Part One"   | "Зіткнення Світів, Частина Перша"    | 30.10.04.   | Рой Бардін | Бен Таунсенд   |
| На Землю прилітає професор Ханікат, чим дуже дивує черепах. Брати розділяють вченого на частини і намагаються знайти спосіб скрити його від трицератонів.                                            |                              |                                      |             |            |                |
| 5 | "Worlds Collide, Part Two"   | "Зіткнення Світів, Частина Друга"    | 06.11.04.   | Рой Бардін | Марті Ізенберг |
| Черепах і Ханіката ловить таємничий агент Бішоп. В його лабораторії вони зустрічають Шкіроголового. Тим часом Сплінтер, Ейпріл і Кейсі намагаються їх врятувати.                                     |                              |                                      |             |            |                |
| 6 | "Worlds Collide, Part Three" | "Зіткнення Світів, Частина Третя"    | 13.11.04.   | Рой Бардін | Ерік Люк       |
| Ханікат потрапляє в руки федератів, але йому вдається зламати їхню систему і відключити всю техніку. Тим часом в Трицератонській республіці стається бунт.                                           |                              |                                      |             |            |                |
| 7 | "Touch and Go"               | "Тач і Гоу"                          | 20.11.04.   | Рой Бардін | Майкл Раян     |
| Сплінтер і Мікеланджело відправляються на тренування, де на них нападають брати Тач і Гоу, яких найняв Хан. Тим часом Раф піклується про сліпу бабусю.                                               |                              |                                      |             |            |                |
| 8 | "Hunted"                     | "Утікач"                             | 27.11.04.   | Рой Бардін | Бен Таунсенд   |
| Після втечі від Бішопа, Шкіроголовий стає жити в лігві черепах. Під час сну він випадково ранить Майкі й тікає з лігва. В каналізації на крокодила починає полювання таємничий мисливець.            |                              |                                      |             |            |                |
| 9 | "H.A.T.E."                   | "О.Г.И.Д.А."                         | 04.12.04.   | Рой Бардін | Марті Ізенберг |
| Черепахи приїжджають в старий дім бабці Кейсі, де зустрічають угрупування людей, які бажають підірвати Нью-Йорк. Тим часом Ейпріл намагається вгодити матері Кейсі.                                  |                              |                                      |             |            |                |
| 10 | "Nobody's Fool"              | "Ніхто не Дурень"                    | 11.12.04.   | Рой Бардін | Ґреґ Джонсон   |
| Черепахи зустрічають похмурого месника, відомого як Ніхто. Разом з ним вони збираються зруйнувати плани Хана та Пурпурових Драконів по збиранню інопланетних технологій.                             |                              |                                      |             |            |                |
| 11 | "The Lesson"                 | "Урок"                               | 18.12.04.   | Рой Бардін | Майкл Раян     |
| Під час гостювання в Ейпріл черепахи розповідають своїй подрузі про те, як вони навчали маленького Кейсі єдиноборствам і як вони зробили з нього місцевого героя.                                    |                              |                                      |             |            |                |
| 12 | "The Christmas Aliens"       | "Різдвяні Прибульці"                 | 25.12.04.   | Рой Бардін | Майкл Раян     |
| Різдво. Мікеланджело відправляється на зимню прогулянки, під час якої йому доводиться боротися з Пурпуровими драконами, тікати від поліції та рятувати бездомного кота.                              |                              |                                      |             |            |                |
| 13 | "New Blood"                  | "Нова Кров"                          | 22.01.05.   | Рой Бардін | Марті Ізенберг |
| Черепахи починають спостерігати за допомогою місту з боку Ороку Сакі й розуміють, що Шреддер краде інопланетні технології. Тим часом професор Чаплін створює нових роботів для знищення черепах.     |                              |                                      |             |            |                |
| 14 | "The Darkness Within"        | "Темрява Всередині"                  | 29.01.05.   | Рой Бардін | Бен Таунсенд   |
| Ангел, подруга Кейсі, просить черепах знайти її брата в закинутій будівлі. Під час пошуків черепахи зустрічаються з древнім та безмежно могутнім злом, що прилетіло на Землю з зірок.                |                              |                                      |             |            |                |
| 15 | "Mission of Gravity"         | "Місія Гравітації"                   | 05.02.05.   | Рой Бардін | Марті Ізенберг |
| Шреддер посилає Хана й Стокмана викрасти один трицератонський пристрій. Парочка бере з собою Чапліна та Караі, аби вбити їх, але й сама Караі провозить з собою черепах.                             |                              |                                      |             |            |                |
| 16 | "The Entity Below"           | "Нижча Сутність"                     | 12.02.05.   | Рой Бардін | Ґреґ Джонсон   |
| Черепахи знову спускаються в підземне місто і дізнаються, що його жителі - це Атланти, котрих колись розбили вщент люди, проте тепер вони готові повернути собі світ.                                |                              |                                      |             |            |                |
| 17 | "Time Travails"              | "Страждання в Часі"                  | 19.02.05.   | Рой Бардін | Боб Форвард    |
| Дівчина на ім'я Рене з міжчасового простору викрадає Скіпетр Часу і потрапляє в наш час. Намагаючись втекти від свого вчителя, вона відкидає себе й черепах у Середньовіччя.                         |                              |                                      |             |            |                |
| 18 | "Hun on the Run"             | "Хан у Дії"                          | 26.02.05.   | Рой Бардін | Майкл Раян     |
| Агент Бішоп бере в полон Караі й шантажує Шреддера. Тому доводиться відправити на завдання Хана, повністю довіривши йому життя своєї дочки.                                                          |                              |                                      |             |            |                |
| 19 | "Reality Check"              | "Перевірка Реальності"               | 05.03.05.   | Рой Бардін | Крістофер Йост |
| У лігво черепах переміщуються Син Дайміо й Драко, після чого розкидають черепах у паралельні світи. Майкі потрапляє в світ, де черепахи - супергерої, а Сплінтер їхній ворог.                        |                              |                                      |             |            |                |
| 20 | "Across the Universe"        | "Через Всесвіт"                      | 12.03.05.   | Рой Бардін | Ґреґ Джонсон   |
| Після атаки Сина Дайміо й Драко, Рафаель потрапляє на інопланетні перегони, де йому доводиться ризикувати життям, аби виграти та повернутися додому.                                                 |                              |                                      |             |            |                |
| 21 | "Same As It Never Was"       | "Як Ніколи й не Було"                | 19.03.05.   | Рой Бардін | Майкл Раян     |
| Після атаки Сина Дайміо й Драко, Донателло потрапляє в паралельне майбутнє, де Шреддер переміг чарепах і захопив світ. Разом з постарілими та ослабленими героями він іде на останній бій з Чреллом. |                              |                                      |             |            |                |
| 22 | "The Real World, Part One"   | "Реальний Світ, Частина Перша"       | 26.03.05.   | Рой Бардін | Крістофер Йост |
| Після атаки Сина Дайміо й Драко, Леонардо потрапляє в світ Усагі, де йому доводиться допомогти кролику перемогти злочинний клан ніндзя.                                                              |                              |                                      |             |            |                |
| 23 | "The Real World, Part Two"   | "Реальний Світ, Частина Друга"       | 02.04.05.   | Рой Бардін | Майкл Раян     |
| Леонардо та Усагі приходять у світ Нексус, де дізнаються, що владу захопили Син Дайміо й Драко. Їм треба прикликати інших черепах і зійтися зі злодіями у фінальній битві.                           |                              |                                      |             |            |                |
| 24 | "Bishop's Gambit"            | "Гамбіт Бішопа"                      | 09.04.05.   | Рой Бардін | Ґреґ Джонсон   |
| Бішоп виманює черепах з лігва й викрадає Сплінтера. За допомогою ДНК пацюка він створює армію суперсолдатів, які мають очистити світ від прибульців.                                                 |                              |                                      |             |            |                |
| 25 | "Exodus, Part One"           | "Вихід, Частина Перша"               | 16.04.05.   | Рой Бардін | Крістофер Йост |
| Черепахи, Сплінтер, Кейсі, Ейпріл, Шкіроголовий і Ханікат пробираються в маєток Шреддера, щоб не дати йому втекти з планети, проте і їм, і Сакі заважає Бішоп.                                       |                              |                                      |             |            |                |
| 26 | "Exodus, Part Two"           | "Вихід, Частина Друга"               | 23.04.05.   | Рой Бардін | Ґреґ Джонсон   |
| Корабель Шреддера летить у космос, де черепахам доводиться зійтися з Чреллом у вирішальній битві. Єдиним виходом з цієї ситуації виявляється знищення корабля і неминуча смерть.                     |                              |                                      |             |            |                |

### Сезон 4
| Номер | Назва                         | Переклад                            | Дата виходу | Режисер    | Сценарист       |
| 1 | "Cousin Sid"                  | "Кузен Сід"                         | 10.09.05.   | Рой Бардін | Крістофер Йост  |
| Черепахи відпочивають у домі бабусі Кейсі після битви зі Шреддером, як тут з'являється кузен Джонса, на якого полюють Пурпурові Дракони.                                                         |                               |                                     |             |            |                 |
| 2 | "The People's Choice"         | "Народний Вибір"                    | 17.09.05.   | Рой Бардін | Баз Хокінс      |
| Потихеньку одужуючи, черепахи відправляються на прогулянку. У лісі вони зустрічають інопланетну дівчину, а також тих, хто хочуть її вбити.                                                       |                               |                                     |             |            |                 |
| 3 | "A Wing and a Prayer"         | "Крило і Молитва"                   | 24.09.05.   | Рой Бардін | Баз Хокінс      |
| Черепахи вирішують побути в місті, проте й там вони зустрічають небезпеку. Двох схожих на ангелів істот, що б'ються за дивну корону.                                                             |                               |                                     |             |            |                 |
| 4 | "Sons of the Silent Age"      | "Сини Безмовної Ери"                | 01.10.05.   | Рой Бардін | Стів Мерфі      |
| Черепахи, Кейсі та Ейпріл вирішують поплавати в річці, але несподівано на них нападають рибо-люди. Проте герої дізнаються, що риби просто намагалися захистити своїх дітей.                      |                               |                                     |             |            |                 |
| 5 | "Dragon's Brew"               | "Драконяче Варево"                  | 08.10.05.   | Рой Бардін | Майкл Раян      |
| До черепах приходить звістка про плани Хана обікрасти потяг з важливим грузом. Герої намагаються зупинити його, проте виявляється, що груз - це небезпечний монстр.                              |                               |                                     |             |            |                 |
| 6 | "I, Monster"                  | "Я - Монстр"                        | 15.10.05.   | Рой Бардін | Брендон Сойєр   |
| Черепахи відправляються в закинуту частину міста на тренування. Несподівано вони зтикаються там зі старим знайомим, що збирається їх убити.                                                      |                               |                                     |             |            |                 |
| 7 | "Grudge Match"                | "Матч"                              | 22.10.05.   | Рой Бардін | Крістофер Йост  |
| Мікеланджело доводиться знову зійтися на рингу з прибулцем, якого він випадково переміг у битві Нексус. Майкі мусить постаратися, адже на кону життя його братів.                                |                               |                                     |             |            |                 |
| 8 | "All Hallows Thieves"         | "Усі Святі Злодії"                  | 29.10.05.   | Рой Бардін | Ґевін Хіґнайт   |
| Гелловін. Черепахи можуть спокійно розгулювати по вулицях, проте не цього разу. Таємничий злодій викрадає у Ейпріл статуетку й викликає цілу армію летючих монстрів.                             |                               |                                     |             |            |                 |
| 9 | "Bad Day"                     | "Поганий День"                      | 05.11.05.   | Рой Бардін | Брендон Сойєр   |
| Черепахи спокійно медетують, як тут їх атакує Бішоп. Кейсі та Ейпріл помирають, намагаючись врятувати черепах. А самим героям доводиться боротися з усіма своїми ворогами і навіть зі Шреддером! |                               |                                     |             |            |                 |
| 10 | "Aliens Among Us"             | "Прибульці Серед Нас"               | 12.11.05.   | Рой Бардін | Крістофер Йост  |
| Бажаючи впевнити президента у важливості СЗЗ, Бішоп інсценує пришестя іншопланетян, але його план намагаються зірвати черепахи.                                                                  |                               |                                     |             |            |                 |
| 11 | "Dragons Rising"              | "Дракони Піднімаються"              | 19.11.05.   | Рой Бардін | Майкл Раян      |
| Кейсі та черепахи переслідують Хана з його Драконами, аби завадити їм викрасти вагон потяга. |                               |                                     |             |            |                 |
| 12 | "Still Nobody"                | "Досі Ніхто"                        | 26.11.05.   | Рой Бардін | Баз Хокінс      |
| Черепахи знову зустрічають Ніхто, який просить тих допомогти йому прослідкувати за новою бандою в місті, що допомагає Пурпуровим Драконам.                                                       |                               |                                     |             |            |                 |
| 13 | "Samurai Tourist"             | "Самурай Турист"                    | 03.12.05.   | Рой Бардін | Крістофер Йост  |
| Усагі та Джен прибувають до Нью-Йорка, щоб хоч трохи підбадьорити похмурого Лео, проте гостювання закінчується битвою з найманцем зі світу ронінів.                                              |                               |                                     |             |            |                 |
| 14 | "The Ancient One"             | "Древній"                           | 10.12.05.   | Рой Бардін | Стів Мерфі      |
| Під час одного з тренувань Леонардо розлючений Леонардо ранить Сплінтера й той вирішує, що Лео час іти далі. Сенсей відправляє свого сина на навчання до Древнього, в Японію.                    |                               |                                     |             |            |                 |
| 15 | "Scion of the Shredder"       | "Нащадок Шреддера"                  | 04.02.06.   | Рой Бардін | Євген Сон       |
| Доки Леонардо навчається в Древнього, лігво черепах атакує Караі та ніндзя Фут й розносять його вщент, змушуючи черепах та Сплінтера тікати.                                                     |                               |                                     |             |            |                 |
| 16 | "Prodigal Son"                | "Блудний Син"                       | 11.02.06.   | Рой Бардін | Ґевін Хіґнайт   |
| Леонардо повертається додому й дізнається про помсту Караі. Він відшукує своїх братів і сенсея, а тоді відправляється на бій з новим Шреддером.                                                  |                               |                                     |             |            |                 |
| 17 | "Outbreak"                    | "Спалах"                            | 18.02.06.   | Рой Бардін | Крістофер Йост  |
| Залишки штучних прибульців Бішопа починають перетворювати людей та звірів на монстрів і черепахи, а також сам агент, мусять боротися з цим нашестям.                                             |                               |                                     |             |            |                 |
| 18 | "Trouble with Augie"          | "Проблеми з Оґі"                    | 25.02.06.   | Рой Бардін | Євген Сон       |
| Ейпріл та Донателло потрапляють у світ, в який потрапив колись дядько дівчини. Там вони знаходять дядька Оґі, але й також расу ящерів, що збираються зжерти людство.                             |                               |                                     |             |            |                 |
| 19 | "Insane in the Membrane"      | "Божевільний в Мембрані"            | 14.10.06.   | Рой Бардін | Метью Дрдек     |
| Виконавши зачистку мутантів у Нью-Йорку, Стокман отримує змогу створити собі нове тіло. Проте щось іде не так й нове тіло починає гнити та розпадатися, після чого вчений остаточно божеволіє.   |                               |                                     |             |            |                 |
| 20 | "Tale of Master Yoshi"        | "Історія Майстра Йоші"              | 04.03.06.   | Рой Бардін | Стів Мерфі      |
| Леонардо розповідає своїм братам історію про те, як майстер Йоші знайшов Сплінтера, зустрів утромів, а потім був зраджений найкращим другом, що став на бік Шреддера.                            |                               |                                     |             |            |                 |
| 21 | "Return of Savanti, Part One" | "Повернення Саванті, Частина Перша" | 11.03.06.   | Рой Бардін | Крістофер Йост  |
| Рене та черепахи потрапляють в минуле, за багато мільйонів років до нашої ери. Там їм доводить переховуватися від динозаврів й зустрітися з самим Саванті Ромеро.                                |                               |                                     |             |            |                 |
| 22 | "Return of Savanti, Part Two" | "Повернення Саванті, Частина Друга" | 18.03.06.   | Рой Бардін | Крістофер Йост  |
| Саванті викрадає Скіпетр Часу й Рене, щоб використати її життєві сили для підсилення Скіпетру. Якщо його план вдасться, людство не буде існувати.                                                |                               |                                     |             |            |                 |
| 23 | "Adventure in Turtle Sitting" | "Пригоди в Черепашому Ложі"         | 25.03.06.   | Рой Бардін | Роланд Ґонзален |
| Доки троє з черепах борються з мутантами, Доні, що раніше був поранений одним зі створінь, перетворюється на монстра прямо в домі Ейпріл.                                                        |                               |                                     |             |            |                 |
| 24 | "Good Genes, Part One"        | "Хороші Гени, Частина Перша"        | 01.04.06.   | Рой Бардін | Крістофер Йост  |
| Не маючи іншого вибору, черепахи, Сплінтер і Шкіроголовий летять з мутованим Донателло до Бішопа, щоб той вилікував черепаху. Проте у Бішопа є й своє завдання для героїв.                       |                               |                                     |             |            |                 |
| 25 | "Good Genes, Part Two"        | "Хороші Гени, Частина Друга"        | 08.04.06.   | Рой Бардін | Крістофер Йост  |
| За договором з Бішопом, черепахи відправляються до Караі за амулетом "Серце Тенгу". Проте ні герої, ні агент не здогадуються, що все це хитрий план ніндзя-містиків.                             |                               |                                     |             |            |                 |
| 26 | "Ninja Tribunal"              | "Трибунал Ніндзя"                   | 15.04.06.   | Рой Бардін | Майкл Раян      |
| Після втечі містиків від Караі, Трибунал Ніндзя посилає своїх дерев'яних воїнів викрасти черепах та ще чотирьох воїнів для майбутньої битви зі злом.                                             |                               |                                     |             |            |                 |

### Сезон 5: Трибунал Ніндзя
| Номер | Назва                         | Переклад                                | Дата виходу | Режисер    | Сценарист       |
| 1 | "Lap of the Gods"             | "Коліна Богів"                          | 16.02.08.   | Рой Бардін | Крістофер Йост  |
| Черепахи та інші аколіти припливають до Японії, де починаються їхні тренування з Трибуналом Ніндзя, в які також входить оборона "Колін Богів" від злих демонів. |                               |                                         |             |            |                 |
| 2 | "Demons and Dragons"          | "Демони та Дракони"                     | 23.02.08.   | Рой Бардін | Джо Келлі       |
| Після кількох тренувань, не маючи іншого вибору, Трибунал посилає своїх аколітів викрасти у водяних духів каппа шолом "Темного", доки цього не зробили містики. |                               |                                         |             |            |                 |
| 3 | "Legend of the Five Dragons"  | "Легенда про П'ять Драконів"            | 01.03.08.   | Рой Бардін | Денні Фінжерот  |
| Сплінтер і Древній розповідають черепахам історію про те, як четверо звичайних воїнів стали Трибуналом Ніндзя, а п'ятий злився з Тенгу й став істинним Шреддером. |                               |                                         |             |            |                 |
| 4 | "More Worlds Than One"        | "Більше, Ніж Один Світ"                 | 08.03.08.   | Рой Бардін | Крістофер Йост  |
| Аколіти роблять все більше й більше успіхів і Трибунал вирішує послати черепах та воїнів по рукавицю Шреддера. Проте містики вже на крок попереду них. |                               |                                         |             |            |                 |
| 5 | "Beginning of the End"        | "Початок Кінця"                         | 15.03.08.   | Рой Бардін | Джо Келлі       |
| Містики легко обдурюють аколітів, Древнього та Сплінтера, прийнявши облік Трибуналу. Після цього вони разом з воїнами відправляються до тіла Шреддера. |                               |                                         |             |            |                 |
| 6 | "Membership Drive"            | "Набір Членів"                          | 24.03.08.   | Рой Бардін | Крістофер Йост  |
| Бакстер Стокман знаходить Нано й оживляє його. Проте робот тікає від вченого в місто, а далі приходить до супергероїв, які приймають його за злодія. |                               |                                         |             |            |                 |
| 7 | "Nightmares Recycled"         | "Кошмари Повертаються"                  | -           | Рой Бардін | Роланд Ґонзалез |
| Ця серія була відмінена ще на перших стадіях розробки. За сюжетом Рафу, Доні та Кейсі доводиться об'єднатися з Ханом, щоб урятувати Ейпріл від Сміттяра. Також у серії стає відомо, що Хан та Сміттяр були сіамськими близнюками. У кінці епізоду лідер Пурпурових Драконів скидає свого брата в чан з кислотою. |                               |                                         |             |            |                 |
| 8 | "New World Order, Part One"   | "Новий Світовий Порядок, Частина Перша" | 29.03.08.   | Рой Бардін | Денні Фінжерот  |
| Черепахи дізнаються, що істинний Шреддер воскрес й збирається вбити самозванку Караі. Герої вирішують її врятувати, адже вона грає важливу роль у боротьбі з демоном. |                               |                                         |             |            |                 |
| 9 | "New World Order, Part Two"   | "Новий Світовий Порядок, Частина Друга" | 05.04.08.   | Рой Бардін | Метью Дрдек     |
| Навіть об'єднавши зусилля Фут і черепахи не здатні перемогти демона Шреддера. Тоді герої вирішують прикликати свої аватари - драконів. |                               |                                         |             |            |                 |
| 10 | "Fathers and Sons"            | "Батьки і Сини"                         | 12.04.08.   | Рой Бардін | Роланд Ґонзалез |
| Коли черепахи вже геть опускають руки й не вірять, що Шреддера можна здолати, Сплінтер і Древній розповідають героям, як у дитинстві ті здолали злого духа, не дивлячись на його велику силу. |                               |                                         |             |            |                 |
| 11 | "Past and Present"            | "Минуле і Теперішнє"                    | 19.04.08.   | Рой Бардін | Джо Келлі       |
| Черепахи, Караі, Сплінтер і Древній відправляються на пошуки магічних каменів, що колись у місті їх поставили містики. Герої впевнені, що ці камені допоможуть здолати Шреддера. |                               |                                         |             |            |                 |
| 12 | "Enter the Dragons, Part One" | "Вихід Драконів, Частина Перша"         | 26.04.08.   | Рой Бардін | Крістофер Йост  |
| Місто поринуло в хаос. Задля перемоги над злом черепахи об'єднуються з Силами Справедливості, Силами Захисту Землі й навіть з Пурпуровими Драконами. |                               |                                         |             |            |                 |
| 13 | "Enter the Dragons, Part Two" | "Вихід Драконів, Частина Друга"         | 03.05.08.   | Рой Бардін | Крістофер Йост  |
| Шреддер легко перемагає армію черепах і збирається позбутися їх. Розлючені черепахи перетворюються на драконів і між ними та демоном починається остання битва. |                               |                                         |             |            |                 |

### Сезон 6: Повний Вперед
| Номер | Назва                           | Переклад                    | Дата виходу | Режисер    | Сценарист       |
| 1     | "Future Shellshock"             | "Майбутня Контузія"         | 29.07.06.   | Рой Бардін | Марті Ізенберґ  |
|       |                                 |                             |             |            |                 |
| 2     | "Obsolete"                      | "Застарілий"                | 05.08.06.   | Рой Бардін | Адам Бічмен     |
|       |                                 |                             |             |            |                 |
| 3     | "Home Invasion"                 | "Вторгнення в Дім"          | 12.08.06.   | Рой Бардін | Річ Фогель      |
|       |                                 |                             |             |            |                 |
| 4     | "Headlock Prime"                | "Хедлок Прайм"              | 30.09.06.   | Рой Бардін | Стівен Мелшінґ  |
|       |                                 |                             |             |            |                 |
| 5     | "Playtime's Over"               | "Час Відпочинку Закінчився" | 07.10.06.   | Рой Бардін | Джулія Левальд  |
|       |                                 |                             |             |            |                 |
| 6     | "Bishop to Knight"              | "Від Бішопа до Лицаря"      | 14.10.06.   | Рой Бардін | Стів Мерфі      |
|       |                                 |                             |             |            |                 |
| 7     | "Night of Sh'Okanabo"           | "Ніч Ш'Оканабо"             | 21.10.06.   | Рой Бардін | Майкл Раян      |
|       |                                 |                             |             |            |                 |
| 8     | "Clash of the Turtle Titans"    | "Зіткнення Черепах Титанів" | 28.10.06.   | Рой Бардін | Марті Ізенберґ  |
|       |                                 |                             |             |            |                 |
| 9     | "Fly Me to the Moon"            | "Неси Мене на Місяць"       | 04.11.06.   | Рой Бардін | Річ Фогель      |
|       |                                 |                             |             |            |                 |
| 10    | "Invasion of the Bodyjacker!"   | "Вторгнення Бодіджекера"    | 11.11.06.   | Рой Бардін | Роджер Сліфер   |
|       |                                 |                             |             |            |                 |
| 11    | "The Freaks Come Out at Night"  | "Виродки Виходять Вночі"    | 25.11.06.   | Рой Бардін | Марті Ізенберґ  |
|       |                                 |                             |             |            |                 |
| 12    | "Bad Blood"                     | "Погана Кров"               | 02.12.06.   | Рой Бардін | Роланд Ґонзален |
|       |                                 |                             |             |            |                 |
| 13    | "The Journal"                   | "Журнал"                    | 09.12.06.   | Рой Бардін | Стів Мерфі      |
|       |                                 |                             |             |            |                 |
| 14    | "The Gaminator"                 | "Ґамінатор"                 | 16.12.06.   | Рой Бардін | Венделл Морріс  |
|       |                                 |                             |             |            |                 |
| 15    | "Graduation Day: Class of 2105" | "Випускний День: Клас 2105" | 24.03.07.   | Рой Бардін | Джулія Левальд  |
|       |                                 |                             |             |            |                 |
| 16    | "Timing Is Everything"          | "Терміни - це Все"          | 31.03.07.   | Рой Бардін | Джо Келлі       |
|       |                                 |                             |             |            |                 |
| 17    | "Enter the Jammerhead"          | "Введіть Джаммерхеда"       | 07.04.07.   | Рой Бардін | Джулія Левальд  |
|       |                                 |                             |             |            |                 |
| 18    | "Milk Run"                      | "Рутинний Шлях"             | 14.04.07    | Рой Бардін | Стівен Мелшінґ  |
|       |                                 |                             |             |            |                 |
| 19    | "The Fall of Darius Dunn"       | "Падіння Даріуса Данна"     | 21.04.07.   | Рой Бардін | Річ Фогель      |
|       |                                 |                             |             |            |                 |
| 20    | "Turtle X-Tinction"             | "Вимирення Черепах"         | 28.04.07.   | Рой Бардін | Марті Ізенберґ  |
|       |                                 |                             |             |            |                 |
| 21    | "Race For Glory"                | "Гонка за Славою"           | 08.09.07.   | Рой Бардін | Ларрі Гамма     |
|       |                                 |                             |             |            |                 |
| 22    | "Head of State"                 | "Глава Держави"             | 15.09.07.   | Рой Бардін | Джон Дрдек      |
|       |                                 |                             |             |            |                 |
| 23    | "DNA is Thicker than Water"     | "ДНК Густіше Води"          | 06.10.07.   | Рой Бардін | Роланд Ґонзален |
|       |                                 |                             |             |            |                 |
| 24    | "The Cosmic Completist"         | "Космічний Завершитель"     | 13.10.07.   | Рой Бардін | Джеймс Фельдер  |
|       |                                 |                             |             |            |                 |
| 25    | "The Day of Awakening"          | "День Пробудження"          | 20.10.07.   | Рой Бардін | Стів Мерфі      |
|       |                                 |                             |             |            |                 |
| 26    | "Zixxth Sense"                  | "Шосте Чуття"               | 27.10.07.   | Рой Бардін | Річ Фогель      |
|       |                                 |                             |             |            |                 |

### Сезон 7
| Номер | Назва                          | Переклад                           | Дата виходу | Режисер    | Сценарист                |
| 1     | "Tempus Fugit"                 | "Час Летить"                       | 13.09.08.   | Рой Бардін | Ерік Базарт              |
|       |                                |                                    |             |            |                          |
| 2     | "Karate Schooled"              | "Навчений Карате"                  | 20.09.08.   | Рой Бардін | Майкл Раян               |
|       |                                |                                    |             |            |                          |
| 3     | "Something Wicked"             | "Щось Зле"                         | 27.09.08.   | Рой Бардін | Майкл Раян               |
|       |                                |                                    |             |            |                          |
| 4     | "The Engagement Ring"          | "Обручка"                          | 04.10.08.   | Рой Бардін | Роберт Девід             |
|       |                                |                                    |             |            |                          |
| 5     | "Hacking Stockman"             | "Злом Стокмана"                    | 18.10.08.   | Рой Бардін | Джо Келлі                |
|       |                                |                                    |             |            |                          |
| 6     | "Incredible Shrinking Serling" | "Неймовірне Скорочення Серлінга"   | 25.10.08.   | Рой Бардін | Роберт Девід             |
|       |                                |                                    |             |            |                          |
| 7     | "Identity Crisis"              | "Кризис Ідентичності"              | 01.11.08.   | Рой Бардін | Майкл Раян               |
|       |                                |                                    |             |            |                          |
| 8     | "Web Wranglers"                | "Скандаліст в Мережі"              | 08.11.08.   | Рой Бардін | Роберт Девід             |
|       |                                |                                    |             |            |                          |
| 9     | "SuperQuest"                   | "Супер Квест"                      | 15.11.08.   | Рой Бардін | Роберт Девід             |
|       |                                |                                    |             |            |                          |
| 10    | "Virtual Reality Check"        | "Перевірка Віртуальної Реальності" | 22.11.08.   | Рой Бардін | Майкл Раян               |
|       |                                |                                    |             |            |                          |
| 11    | "City Under Siege"             | "Місто під Облогою"                | 29.11.08.   | Рой Бардін | Стів Мелшінґ             |
|       |                                |                                    |             |            |                          |
| 12    | "Super Power Struggle"         | "Супер Боротьба"                   | 21.02.09.   | Рой Бардін | Роберт Девід             |
|       |                                |                                    |             |            |                          |
| 13    | "Wedding Bells and Bytes"      | "Весільні Дзвони і Байти"          | 28.02.10.   | Рой Бардін | Метью Дрек, Роберт Девід |
|       |                                |                                    |             |            |                          |
| 14    | "Mayhem from Mutant Island"    | "Погром з Острову Мутантів"        | 27.03.10.   | Рой Бардін | Метью Дрет, Джон Дрек    |
|       |                                |                                    |             |            |                          |